# 吉恩拉菲特 (路易斯安那州)
吉恩拉菲特（英語：Jean Lafitte），是美国路易斯安那州下属的一座城市。根据2010年美国人口普查，该市有人口1,903人。建置上，属于“town”。